# ویلیام مینت استاویلی
ویلیام مینت استاویلی (انگلیسی: William Staveley; ۱۰ نوامبر ۱۹۲۸ – ۱۳ اکتبر ۱۹۹۷) افسر نیروی دریایی پادشاهی بریتانیا بود. او پیش از فرماندهی یک ناوچه و سپس یک ناو هواپیمابر و در نهایت رسیدن به فرماندهی بالاتر در نیروی دریایی، در طول رویارویی اندونزی و مالزی به عنوان فرمانده مین‌روب در گشت ساحلی خدمت کرد. او در اواخر دهه ۱۹۸۰ به عنوان لرد اول دریا و رئیس ستاد نیروی دریایی خدمت کرد. در آن نقش، او برای داشتن ناوگانی به اندازه کافی بزرگ که بتواند تعهدات ناتو را برآورده کند، سخت تلاش کرد.